# Jean de Lantwyck (†1667)
Pour les articles homonymes, voir Lantwyck.
Ne doit pas être confondu avec Jean de Lantwyck.
Jean de Lantwyck, né aux environs de 1592 et décédé le 3 septembre 1667, est mayeur de l'Ecluse et seigneur de Genneville. Il épouse, le 17 mai 1621, Marie Collart.

## Armes
d'argent à une fleur de lis de sable, au chef d'or à trois pals de gueules.
Cimier : Le heaume surmonté d'une colombe essorante .

## Historique
Le curé de Hoegaarden qui fit les funérailles fut payé 24 florins. Il avait testé avec sa femme devant le notaire del Falise le 20 décembre 1664. Il décéda dans la ferme du seigneur temporel de l'Ecluse. Ils furent tous deux enterrés dans la chapelle Saint-Roch de l'Ecluse  sous une pierre tombale à leurs armoiries.
Sur un atlas de l'an 1650, la ferme de la Tourette à l'Ecluse est qualifiée de huys van de meyer van Sluysen.
Il acheta Genville le 28 juillet 1657 pour une somme de 800 florins du Rhin et à condition de payer au domaine un droit de mutation s'élevant au vingtième (soit 40 florins). 

## Pierre tombale de Jean de Lantwyck et de son épouse Marie Collart

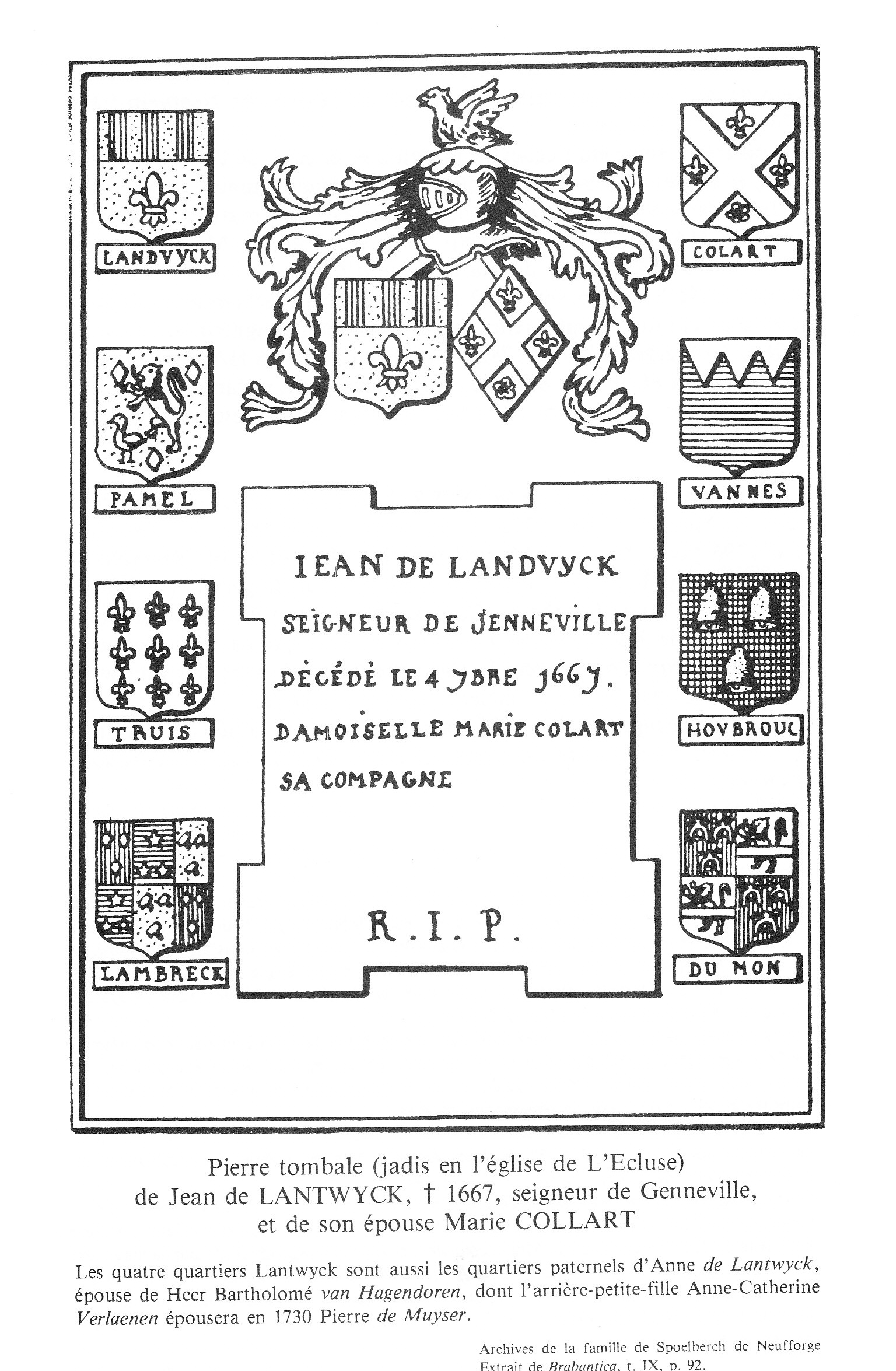
Les quatre quartiers Lantwyck.

Pierre tombale, jadis en l'église de l'Ecluse, de Jean de Lantwyck † 1667, Seigneur de Genneville.

de Lantwyck
Collart